# 소작인
소작인(小作人, 영어: tenant farmer) 또는 소작농(小作農)은 농지를 빌리고, 소득의 일부를 지주에게 바치는 농민을 말한다.

## 역사

### 한국과 일본의 소작인과 토지개혁
소작인은 일본과 한국에서 모두 존재했는데, 이들은 지주들에게 소득의 거의 대부분을 도조명목으로 갈취당하는 가혹한 착취를 당하였다. 그래서 일본의 사회주의자들은 1920년대 소작농들이 내는 소득의 일부 즉, 도조의 비율을 줄여줄 것을 요구하는 사회운동을 하였고, 미군정의 토지개혁으로 소작농은 정부에로부터 토지를 불하받아서 농사짓는 자작농이 되었다. 한국에서는 1948년 북한과 남한의 토지개혁으로 소작문제가 전체 또는 어느 정도 해소되었다. 하지만, 정부수립초기에 진행한 남한의 토지개혁은 유상몰수, 유상분배라는 특징상 혜택을 받은 농민이 많지 않았기 때문에, 무상몰수, 집단농장화로 진행된 북한에 비해 미흡하다는 평가가 일부 있다. 하지만 계급갈등을 어느 정도 해소하여 한국전쟁 당시 공산주의에 동조하는 민중 봉기가 일어나지 않게 했다는 평가도 있다. 또한 조선초기 때 농민봉기도 많이 일어나 지주들의 원성도 샀다.

## 같이 보기
- 토지개혁